# Gustave Delchevalerie

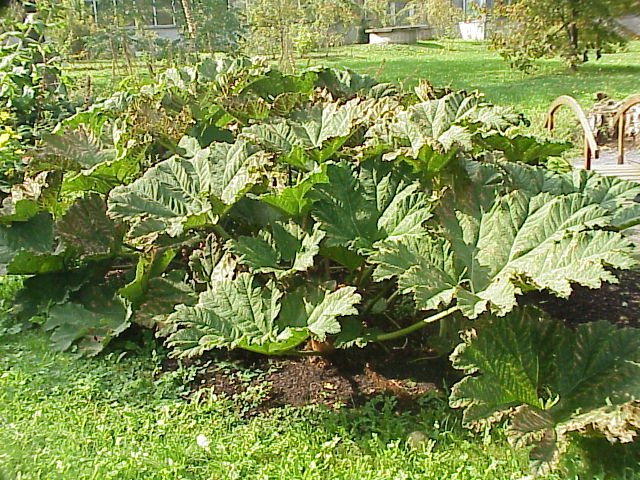
Gunnera manicata, especie descrita por Delchevalerie.

Gustave Hubert Delchevalerie (Vedrin, Namur, Bélgica, 16 de enero de 1841 - Chaumes-en-Brie, Seine-et-Marne, Francia, 5 de marzo de 1899) fue un botánico, jardinero, floricultor, ingeniero agrónomo, y arquitecto paisajista belga.

## Datos biográficos
Poco se sabe de su vida antes de saltar a la fama por los trabajos realizados durante el tiempo en que el Barón Haussmann fue el Prefecto de París. Delchevalerie trabajó en los parques y jardines de esa ciudad como jardinero multiplicador.
En diciembre de 1868, llega a El Cairo para hacerse cargo del puesto de jardinero-jefe de los palacios reales, a las órdenes de Jean-Pierre Barillet-Deschamps, arquitecto paisajista y jefe del Servicio de Parques y Jardines del jedive (virrey) otomano de Egipto, Ismail Pachá. Creó jardines públicos y privados en El Cairo, entre los que se incluyen los jardines de la Azbakiya, de estilo inglés y los jardines alrededor del famoso Palacio de Gezira (actualmente el hotel Marriott), en los que supervisó la plantación de un millón de ejemplares de plantas exóticas en una extensión de 243 hectáreas. Bajo su dirección, el virrey creó una escuela de agronomía, viveros en Alejandría y Koubaa, cerca de El Cairo, y transformó completamente el jardín de aclimatación, de 28 hectáreas. Posteriormente describió su aportación a este paisaje urbano en el libro Les Promenades et les Jardins du Caire (1899). Regresó a Europa en 1878, estableciéndose en Chaumes-en-Brie.

## Honores
En 1869, recibió la Orden del Mérito Agrícola Belga, y fue nombrado oficial de la Orden del Medjidieh de Turquía, caballero de la Legión de Honor de Francia, de la Rosa de Brasil, de la Orden de Cristo de Portugal, de la Orden de Francisco José de Austria y Orden de la Corona de Italia. Fue miembro de honor de numerosas sociedades científicas, entre ellas la Real Sociedad Linneana de Bruselas y del Instituto de Egipto.

## Aportes botánicos
Describió tan sólo dos especies, de las cuales una, la espectacular Gunnera manicata Linden ex Delchev., 1867 conserva este nombre; la otra (Cypripedium caudatum var. roseum Delchev., 1867) es actualmente un sinónimo.

## Obras publicadas
Contribuyó a la ciencia con numerosas notas en revistas de horticultura, fundamentalmente la Revue Horticole, sobre todo sobre orquídeas, a las que dedicó un libro que trataba sobre su cultivo, propagación y nomenclatura. La siguiente lista incluye sólo monografías.
- Delchevalerie, G. (1868), Catalogue raissonné des plantes ornementales qu'il convient de cultiver dans les parcs et jardins (en francés), Gand: Imprimerie C. Annoot-Braeckman, p. 84.
- Delchevalerie, G. (1869), Les Orchidées; culture, propagation, nomenclature (en francés), Paris: Librairie agricole de la Maison rustique, p. 132.
- Delchevalerie, G. (1870), Cultures égyptiennes. Plantes tropicales utiles, officinales et industrielles qu'il conviendrait d'introduire sous le 30e degré de latitude d'Égypte et ses avoisinants (en francés), Namur: P. Godenne, p. 75.
- Delchevalerie, G. (1870), «Études Égyptiennes. Les jardins et les champs de la Vallée du Nil», Extrait du Bulletin de la Fédération des Sociétés d'horticulture de Belgique, 1869 (en francés) (Gand: Imprimerie et Litographie C. Annoot-Braeckman): 174.
- Delchevalerie, G. (1871), Mémoire sur l'embrevade: légumineuse alimentaire de l'Inde, propre au climat de l'Egypte: suivi d'une notice sur l'ortie textile de la Chine introduite et acclimatée en Egypte (en francés), Le Caire: Typographie Française Delbos-Demouret, p. 16.
- Delchevalerie, G. (1871), Flore exotique du jardin d'acclimatation de Ghézireh et des domaines de S. A. le khédive (en francés), Le Caire: Typographie Française Delbos-Demouret, p. 84.
- Delchevalerie, G. (1872), Notice sur le bambou gigantesque de l'Inde et de la Chine nouvellement introduit et acclimaté en Egypte (en francés), Le Caire: Typographie Française Delbos-Demouret, p. 8.
- Delchevalerie, G. (1873), «Le dattier. Sa description, son histoire, sa culture, sa multiplication et son emploi dans les arts, l'industrie, la médecine et l'économie domestique», Extrait du Bulletin de la Fédération des Sociétés d'horticulture de Belgique, 1871 (en francés) (Gand: Imprimerie C. Annoot-Braeckman): 18.
- Delchevalerie, G. (1873), «Sur les végétaux d'ornement et d'utilité qui sont cultivés en Égypte», Extrait du Journal de la Société centrale d'horticulture de France, 1872 (en francés) (Paris: Impr. de Donnaud): 18.
- Delchevalerie, G. (1876), Plantes de serre chaude et tempérée, constructions de serres, cultures, multiplications, etc (en francés), Paris: Librairie agricole de la Maison rustique, p. 156.
- Delchevalerie, G. (1879). «L'Égypte agricole, industrielle, et artistique». Études sur l'exposition de 1878 (en francés) 9. Paris: E. Lacroix. pp. 365-452.
- Delchevalerie, G. (1897), Le parc public de l'Ezbékieh au Caire suivi de considérations générales sur les plantations et les anciens jardins vice-royaux et khédiviaux d'acclimatation en Égypte sous la dynastie de Méhémet-Aly au dix-neuvième siècle de J.-C. et d'une notice sur les curiosités horticoles de la Vallée du Nil (en francés), Gand: Impr. & Lithogr. C. Annoot-Braeckman, Ad. Hoste, Succr, p. 16.
- Delchevalerie, G. (1898), Calendrier Egyptien du jardinier et du cultivateur (en francés), Chaumes: Auteur, p. 90.
- Delchevalerie, G. (1898), Les promenades et les jardins du Caire: avec un catalogue général détaillé et les noms scientifiques français et égyptiens des plantes, arbres et arbustes utiles et d'ornement cultivés dans les champs et les jardins et notamment dans les anciens jardins vice-royaux et khédiviaux de l'Egypte sous la dynastie de Méhémet Aly jusqu'au XIXe siècle de J.-C. (en francés), Chaumes: Auteur, pp. 179 + 6.
- La abreviatura «Delchev.» se emplea para indicar a Gustave Delchevalerie como autoridad en la descripción y clasificación científica de los vegetales.[1]